# Ravintoko
Ravintoko (Lophoceros bradfieldi) är en fågel i familjen näshornsfåglar inom ordningen härfåglar och näshornsfåglar.

## Utbredning
Den förekommer i södra Afrika från nordvästra Zimbabwe till sydvästra Zambia, norra Botswana och södra Angola.

## Status
IUCN kategoriserar arten som livskraftig.

## Namn
Fågelns vetenskapliga artnamn hedrar Rupert Dudley Bradfield (1882-1949), en sydafrikansk bonde, naturforskare och samlare av specimen. Han slutade dock att skicka specimen till Austin Roberts som beskrev arten sedan denne uppgav att han avsåg att sluta använda eponymer.